# 武邑尚邦
武邑 尚邦（たけむら しょうほう、1914年11月20日 - 2004年8月19日）は、日本の仏教学者・僧侶。東京大学仏教文化研究所で高楠順次郎に師事、龍谷大学に奉職、因明学と真宗学を中心に研究、龍谷大学学長・浄土真宗本願寺派勧学寮頭を務めた。

## 略歴
- 1914年（大正3年）11月20日 誕生
- 1940年（昭和15年） 龍谷大学研究科仏教学専攻卒業
- 1940年（昭和15年） - 1943年（昭和18年） 東京大学仏教文化研究所へ内地留学
- 1949年（昭和24年） 龍谷大学助教授
- 1964年（昭和39年） 龍谷大学文学部教授
- 1970年（昭和45年） 龍谷大学文学部長
- 1972年（昭和47年）- 1974年（昭和49年） 龍谷大学学長
- 1975年（昭和50年） 日本印度学仏教学会理事・浄土真宗本願寺派勧学・文学博士
- 1980年（昭和55年） 本願寺御正忌報恩講改悔批判与奪者・名誉侍真・日本学術会議第12期会員
- 1981年（昭和56年） 学校法人京都女子学園学園長
- 1982年（昭和57年） 龍谷大学名誉教授
- 1983年（昭和58年） 浄土真宗本願寺派勧学寮員
- 1986年（昭和61年） 勲三等瑞宝章受章
- 1993年（平成5年） 浄土真宗本願寺派宗学院院長
- 1996年（平成8年） 浄土真宗本願寺派勧学寮頭
- 2004年（平成16年）8月19日 往生 享年90

## 主著
- 『仏教に於ける思惟と実践』（1949年）
- 『仏陀―新しき世界への出発』（1951年）
- 『起信論入門』（1953年）
- 『大乗起信論講読』（1959年）
- 『危機と人間愛―新しき日のために』（1959年）
- 『教養仏教〈第1〉序説』（1962年）
- 『経典解釈の諸問題』（1963年）
- 『自覚と信仰』（1967年）
- 『仏教論理学の研究―知識の確実性の論究』（1968年）
- 『仏教入門―仏教を学ぶ人のために』（1970年）
- 『仏性論研究』（1977年）
- 『十住毘婆沙論研究』（百華苑、1979年）
- 『仏教思想辞典』（教育新潮社、1982年） ISBN 9784763301062
- 『インド仏教教学―体系と展相』（法藏館、1995年）ISBN 9784831873460
- 『因明学―起源と変遷』（法藏館、2000年） ISBN 9784831873248
- 『大無量寿経講讃』（永田文昌堂、2005年）ISBN 9784816221330

### 論文
- CiNii>武邑尚邦
- INBUDS>武邑尚邦